# Квітлук (Аляска)
Квітлук (англ. Kwethluk) — місто (англ. city) в США, в окрузі Бетел штату Аляска. Населення — 812 особи (2020).

## Географія
Квітлук розташований за координатами 60°47′28″ пн. ш. 161°25′36″ зх. д. / 60.79111° пн. ш. 161.42667° зх. д. (60.791070, -161.426777).  За даними Бюро перепису населення США в 2010 році місто мало площу 30,08 км², з яких 26,05 км² — суходіл та 4,04 км² — водойми.

## Демографія
Згідно з переписом 2010 року, у місті мешкала 721 особа в 172 домогосподарствах у складі 137 родин. Густота населення становила 24 особи/км².  Було 231 помешкання (8/км²).
Расовий склад населення:
| - 94,2 % — корінних американців - 2,2 % — білих - 0,1 % — азіатів |

До двох чи більше рас належало 3,5 %. Частка іспаномовних становила 0,0 % від усіх жителів.
За віковим діапазоном населення розподілялося таким чином: 39,8 % — особи молодші 18 років, 54,2 % — особи у віці 18—64 років, 6,0 % — особи у віці 65 років та старші. Медіана віку мешканця становила 23,4 року. На 100 осіб жіночої статі у місті припадало 109,0 чоловіків;  на 100 жінок у віці від 18 років та старших — 109,7 чоловіків також старших 18 років.
Середній дохід на одне домашнє господарство  становив 55 019 доларів США (медіана — 44 063), а середній дохід на одну сім'ю — 55 296 доларів (медіана — 44 688). Медіана доходів становила 36 750 доларів для чоловіків та 31 250 доларів для жінок. За межею бідності перебувало 28,3 % осіб, у тому числі 33,4 % дітей у віці до 18 років та 8,5 % осіб у віці 65 років та старших.
Цивільне працевлаштоване населення становило 192 особи. Основні галузі зайнятості: освіта, охорона здоров'я та соціальна допомога — 45,8 %, публічна адміністрація — 24,5 %, роздрібна торгівля — 12,5 %, транспорт — 6,3 %.